# Robert Bridges

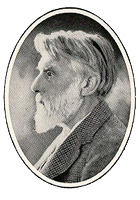
Robert Bridges.

Robert Seymour Bridges, född 23 oktober 1844 i Walmer i Kent, död 21 april 1930 i Boar's Hill i Oxfordshire, var en brittisk läkare och poet.
Bridges studerade vid Eton och Corpus Christi vid Oxfords universitet samt studerade medicin vid St Bartholomew's i London. Han praktiserade till 1881. Vid sin tid i Oxford blev han nära vän med Gerard Manley Hopkins och 30 år efter dennes död publicerade Bridges postumt Hopkins viktigaste verk.
Bridges första bok Poems publicerades 1873. År 1876 nådde han viss berömmelse för sin sonettsserie The growth of love, och från 1882 arbetade han uteslutande som författare. Han skrev flera pjäser samt två inflytelserika essayer om Milton och Keats prosodi.
År 1913 utnämndes han till Poet Laureate i England, en titel han innehade till och med sin död. Han var under flera år inflytelserik rådgivare vid Oxford University Press. År 1916 publicerade Bridges den mycket väl mottagna antologin The Spirit of Man som innehöll sex poem av Gerard Manley Hopkins, vilka var bland de första dikter som publicerats av denne författare.
År 1929, 85 år gammal, publicerade han sitt The Testament of Beauty, ett filosofiskt poem om den mänskliga själens utveckling som anses vara hans främsta verk.
Hans mest kända dikter är London Snow, A Passer-by, Asian Birds och On a Dead Child.
Under sin livstid blev Bridges en känd och omtyckt författare men idag är han mer känd för att ha lyft fram Hopkins författarskap.